# كليمنت الرابع عشر

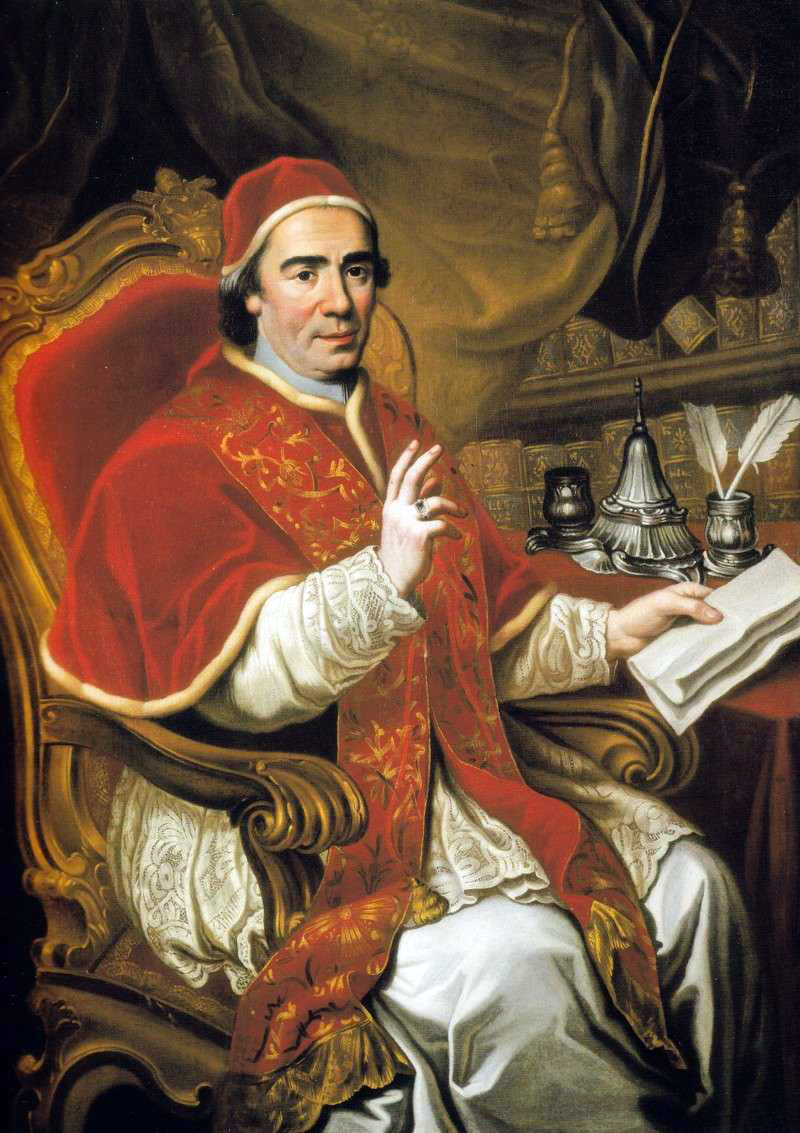
كليمنت الرابع عشر

البابا كليمنت الرابع عشر (باللاتينية: Clemens XIV) ـ (31 أكتوبر 1705 ـ 22 سبتمبر 1774) هو بابا الكنيسة الكاثوليكية في الفترة من 19 مايو 1769 إلى وفاته سنة 1774. ولد في سانتاركانجيلو دي رومانيا بمنطقة إميليا-رومانيا الإيطالية، وكان اسمه عند ولادته جوفاني فنسينزو أنطونيو غانغانيللي. كان عند انتخابه لكرسي البابوية الراهب الفرنسيسكاني الوحيد في مجمع الكرادلة، وهو آخر بابا يحمل في حبريته اسم «كليمنت». في سنة 1770 استقبل كليمنت الرابع عشر فولفغانغ أماديوس موتسارت ـ الذي كان صبيًا في الرابعة عشر ـ وأباه ليوبولد موتسارت، وقد لفت الصبي موتسارت الأنظار في زيارته تلك بذاكرته الموسيقية المدهشة، وكرمه البابا بمنحه أحد أوسمة الكنيسة. أصدر كليمنت الرابع عشر قبل عام من وفاته مرسومًا بحل جمعية يسوع (21 يوليو 1773)، قائلًا إن قراره هذا «باسم السلام في الكنيسة، وتجنبًا للانقسام في أوروبا».

## روابط خارجية
- كليمنت الرابع عشر على موقع الموسوعة البريطانية (الإنجليزية)
- كليمنت الرابع عشر على موقع إن إن دي بي (الإنجليزية)